# KNVB Beker 1989/90
De 72e editie van de KNVB Beker kende PSV als winnaar. In de finale werd Vitesse verslagen. Het was de zesde keer dat de club de beker wist te winnen en de derde keer op rij. Stan Valckx scoorde het enige doelpunt, middels een penalty. In blessuretijd wist PSV-keeper Hans van Breukelen een strafschop te stoppen van Vitesse-speler John van de Brom.

## Eerste ronde
Ajax, BVV Den Bosch, Feyenoord, Fortuna Sittard, FC Groningen, FC Haarlem, PSV, Roda JC, FC Twente en FC Volendam mochten deze ronde overslaan.

| Datum                                | Wedstrijd                         | Uitslag                    | Scoreverloop |
| ------------------------------------ | --------------------------------- | -------------------------- | --- |
| 2 september 1989                     | ACV – NAC                         | 0 – 4 (0 – 4)              | 10' Ton Cornelissen 0-1, 13' Danny Schrijvers 0-2, 43' Hans van den Dungen 0-3, 45' Henny Verschoor 0-4 |
| 2 september 1989                     | ADO '20 – Eindhoven               | 0 – 1 (0 – 1)              | 26' Joop Böckling 0-1 |
| 2 september 1989                     | Babberich – MVV                   | 1 – 2 (0 – 2)              | 42' Raymond Smeets 0-1, 45' Raymond Smeets (e.d.) 1-1, 88' Rob Delahaye 1-2 |
| 2 september 1989                     | DOSK – FC Utrecht                 | 1 – 10 (0 – 4)             | 23' Marco Boogers 0-1, 25' Hennie Lettinck 0-2, 31' John Moore 0-3, 41' Marco Boogers 0-4, 49' Erik Willaarts 0-5, 53' Erik Willaarts 0-6, 56' Erik Willaarts 0-7, 60' Etienne Kelders 0-8, 74' Erik Willaarts 0-9, 78' Ron Mulder 1-9, 90' Erik Willaarts 1-10 |
| 2 september 1989                     | DOVO – Go Ahead Eagles            | 1 – 1 n.v. (1 – 1) (1 – 1) | 26' Marthijn Pothoven 0-1, 37' Hennie Oostermeijer 1-1 Go Ahead Eagles wint na strafschoppen |
| 2 september 1989                     | SC Genemuiden – VVV               | 2 – 4 (1 – 1)              | 22' Roger Polman 0-1, 30' Harm van Dijk 1-1, 60' Ben Kin 2-1, 65' Jeroen Boere 2-2, 67' Jay Driessen 2-3, 79' Marcel Peters 2-4 |
| 2 september 1989                     | Halsteren – DS '79                | 3 – 1 (3 – 1)              | 15' Walter Bevelander 1-0, 18' Cees Moerkens 2-0, 42' Roland van Nijnatten 3-0, 44' Leen van der Weel 3-1 |
| 2 september 1989                     | Heerjansdam – SVV                 | 0 – 5 (0 – 2)              | 20' Marcel van der Net 0-1, 38' Peter van Velzen 0-2, 55' Robin van der Laan 0-3, 59' Robin van der Laan 0-4, 80' Jerry Cooke 0-5 |
| 2 september 1989                     | HSC '21 – Willem II               | 0 – 2 (0 – 1)              | 43' Guus van der Borgt 0-1, 86' John Feskens 0-2 |
| 2 september 1989                     | Kozakken Boys – sc Heerenveen     | 1 – 4 (1 – 3)              | 15' Marten Dijk 0-1, 19' Chris Angel (pen) 0-2, 33' Marten Dijk 0-3, 43' Cees Spaan (pen) 1-3, 82' Chris Angel 1-4 |
| 2 september 1989                     | Limburgia – Helmond Sport         | 1 – 3 n.v. (1 – 1) (0 – 1) | 41' Patrick Kraus 0-1, 51' Frans Starmans 1-1, 110' Tom Eijkemans 1-2, 116' Chris van den Dungen (pen) 1-3 |
| 2 september 1989                     | Marken – De Graafschap            | 0 – 3 (0 – 1)              | 32' Frenk van der Kleij 0-1, 65' Wim van Brenk 0-2, 76' Wim van Brenk 0-3 |
| 2 september 1989                     | Rheden – Sparta Rotterdam         | 0 – 6 (0 – 2)              | 38' Glenn Helder 0-1, 44' Peter Houtman 0-2, 80' Peter Houtman 0-3, 83' Edwin Vurens 0-4, 84' Raymond Libregts 0-5, 90' Peter Houtman 0-6 |
| 2 september 1989                     | Rijnsburgse Boys – FC Wageningen  | 1 – 4 (0 – 3)              | 11' Frank Reijenga 0-1, 39' Jan Oosterhuis 0-2, 41' René van den Brink 0-3, 87' Leo Vonk 1-3, 89' Bert van de Pol 1-4 |
| 2 september 1989                     | Spakenburg – SC Heracles '74      | 2 – 0 (0 – 0)              | 72' Melrik Beukers 1-0, 89' John van Lingen 2-0 |
| 2 september 1989                     | TOP – Excelsior                   | 3 – 4 (0 – 1)              | 7' Hennie de Romijn 0-1, 54' Edwin van Buren 0-2, 61' Jean Maas 0-3, 68' Ton Pronk 0-4, 75' Hans Groenendijk 1-4, 79' Mart van Lokven 2-4, 89' Ruud van Lith 3-4                                                                                                |
| 2 september 1989                     | Valleivogels – Emmen              | 1 – 3 (1 – 1)              | 29' René van Ginkel 1-0, 29' Gerrie Schaap 1-1, 59' Gerrie Schaap 1-2, 90' Rudy Metz 1-3 |
| 2 september 1989                     | WHC – BV Veendam                  | 1 – 4 (1 – 1)              | 20' Harrie Roodenburg 1-0, 45' Willem Brouwer 1-1, 55' Harris Huizingh 1-2, 65' Johan Bolhuis 1-3, 85' Marcel van Buuren 1-4 |
| 2 september 1989 Terrein FC Den Haag | IJsselmeervogels – FC Den Haag    | 1 – 5 (0 – 3)              | 5' Albert van Oosten 0-1, 13' Harry van der Laan 0-2, 22' Edwin Post 0-3, 54' Harry van der Laan (pen) 0-4, 57' Harry van der Laan 0-5, 69' Ruth Bos 1-5 |
| 3 september 1989                     | Achilles '94 – Cambuur Leeuwarden | 3 – 3 n.v. (2 – 2) (0 – 0) | 66' Willy Carbo 0-1,71' Ulrich Cruden 0-2, 75' Marcel Elzenaar 1-2, 87' Ronnie Bambach 2-2, 91' Ronnie Bambach 3-2, 113' Marco Adams 3-3 Achilles '94 wint na strafschoppen                                                                                     |
| 3 september 1989                     | AGOVV – PEC Zwolle '82            | 3 – 5 (1 – 3)              | 15' Ben Kanselaar (e.d.) 0-1, 33' Gert Peter de Gunst 0-2, 42' John Slijkhuis 1-2, 45' Jos van Eck 1-3, 55' Richard Roelofsen 1-4, 75' Jos van Eck 1-5, 77' Eric van Bruggen 2-5, 89' John Slijkhuis 3-5                                                        |
| 3 september 1989                     | Blauw Wit – N.E.C.                | 1 – 2 (1 – 0)              | 26' Willem Huymans 1-0, 71' Arno Arts 1-1, 72' Cees Lok 1-2 |
| 3 september 1989                     | DHC – RKC                         | 0 – 4 (0 – 1)              | 23' André Hoekstra 0-1, 48' Cees Schapendonk 0-2, 88' Adri Bogers 0-4, 89' Edwin de Wijs 0-4 |
| 3 september 1989                     | Hoogeveen – RBC                   | 1 – 2 (0 – 1)              | 28' Bram Rog 0-1, 68' Henri Reinders 1-1, 79' Pierre van Hooijdonk 1-2 |
| 3 september 1989                     | RCH – Telstar                     | 0 – 5 (0 – 3)              | 17' Edwin Otte 0-1, 29' Edwin Otte 0-2, 36' Jelle Visser 0-3, 63' Edwin Otte 0-4, 83' Jelle Visser 0-5 |
| 3 september 1989                     | Venray – AZ                       | 3 – 2 n.v. (2 – 2) (0 – 2) | 4' Henk Groot 0-1, 45' Henk Groot 0-2, 60' Wim Cuppen 1-2, 87' John Vievermans 2-2, 108' Leon Vievermans 3-2 |
| 8 oktober 1989                       | AFC – Vitesse                     | 2 – 2 n.v. (2 – 2) (0 – 1) | 6' Hans van Arum 0-1, 56' René Plantinga 1-1, 63' René Eijer 1-2, 81' Orlando Patrick (pen) 2-2 Vitesse wint na strafschoppen |

## Tussenronde
Deelnemers aan deze extra ronde werden bepaald en ingedeeld door loting. De tien clubs die de eerste ronde mochten overslaan, mochten dat hier ook.

| Datum          | Wedstrijd                        | Uitslag                    | Scoreverloop |
| -------------- | -------------------------------- | -------------------------- | --- |
| 4 oktober 1989 | Go Ahead Eagles – Telstar        | 1 – 2 (1 – 1)              | 31' Rob van Berkel 0-1, 37' Harry Decheiver 1-1, 60' Jelle Visser 1-2                                                |
| 4 oktober 1989 | MVV – FC Wageningen              | 1 – 2 (1 – 1)              | 13' Roberto Lanckohr 1-0, 38' Bert van de Pol 1-1, 66' Gilbert Schrijner 1-2                                         |
| 4 oktober 1989 | RBC – FC Den Haag                | 0 – 4 (0 – 1)              | 12' Frans Danen 0-1, 54' Heini Otto 0-2, 77' Heini Otto 0-3, 90' Heini Otto 0-4                                      |
| 4 oktober 1989 | Spakenburg – De Graafschap       | 3 – 2 (0 – 0)              | 62' Joop van de Groep 1-0, 68' Rico Hop 2-0, 76' Gerrie Slagboom 2-1, 85' Wim van Brenk 2-2, 90' Marcel van Dijk 3-2 |
| 4 oktober 1989 | Sparta Rotterdam – Helmond Sport | 2 – 3 n.v. (2 – 2) (2 – 2) | 5' Eric Keizers 0-1, 19' Edwin Vurens 1-1, 39' Tom Eijkemans 1-2, 45' Prince Polley 2-2, 114' Patrick Kraus 2-3      |

## Tweede ronde
| Datum            | Wedstrijd                       | Uitslag                    | Scoreverloop |
| ---------------- | ------------------------------- | -------------------------- | --- |
| 8 december 1989  | PEC Zwolle '82 – Willem II      | 0 – 1 (0 – 0)              | 81' David Loggie 0-1 |
| 9 december 1989  | BVV Den Bosch – VVV             | 1 – 0 n.v.                 | 115' Jeroen Boere (e.d.) 1-0 |
| 9 december 1989  | Emmen – RKC                     | 2 – 2 n.v. (2 – 2) (1 – 2) | 2' Ricardo Moniz 0-1, 9' Gerrie Schaap 1-1, 22' Edwin de Wijs 1-2, 54' Jan de Jonge 2-2 Emmen wint na strafschoppen                                    |
| 9 december 1989  | Halsteren – NAC                 | 2 – 1 n.v. (1 – 1) (0 – 0) | 71' Kees Moerkens 1-0, 86' Piet Saaman 1-1, 104' Nico Voorbraak 2-1                                                                                    |
| 9 december 1989  | N.E.C. – Excelsior              | 2 – 1 (2 – 1)              | 15' Frans Janssen 1-0, 21' Cees Lok (e.d.) 1-1, 40' Arno Arts 2-1                                                                                      |
| 9 december 1989  | PSV – BV Veendam                | 3 – 0 (1 – 0)              | 41' Wim Kieft 1-0, 74' Wim Kieft 2-0, 90' Romário 3-0                                                                                                  |
| 9 december 1989  | SVV – Telstar                   | 5 – 1 (2 – 0)              | 5' Zier Tebbenhoff 1-0, 19' Dean Gorré 2-0, 72' Bert van Duijvenbode 2-1, 75' Peter van Velzen 3-1, 81' Virgil Breetveld 4-1, 90' Virgil Breetveld 5-1 |
| 10 december 1989 | FC Den Haag – FC Groningen      | 2 – 3 (0 – 1)              | 8' René Eijkelkamp 0-1, 46' Eric Groeleken 0-2, 47' Harry van der Laan 1-2, 70' Henny Meijer 1-3, 75' Harry van der Laan 2-3                           |
| 10 december 1989 | Fortuna Sittard – sc Heerenveen | 1 – 1 n.v. (1 – 1) (1 – 0) | 40' Richard Custers 1-0, 75' Gert-Jan Verbeek 1-1 Fortuna Sittard wint na strafschoppen                                                                |
| 10 december 1989 | FC Twente – Helmond Sport       | 2 – 1 (0 – 1)              | 6' Chris van den Dungen 0-1, 51' Jan Gaasbeek 1-1, 57' Jan Gaasbeek 2-1                                                                                |
| 10 december 1989 | FC Wageningen – FC Utrecht      | 1 – 0 (0 – 0)              | 68' Klaas Vink 1-0 |
| 13 december 1989 | Achilles '94 – FC Volendam      | 0 – 2 (0 – 0)              | 56' Frank Berghuis 0-1, 64' Johan Steur 0-2 |
| 13 december 1989 | Eindhoven – Ajax                | 0 – 4 (0 – 0)              | 49' Jan Wouters 0-1, 69' Bryan Roy 0-2, 72' Ron Willems 0-3, 76' John van 't Schip 0-4                                                                 |
| 13 december 1989 | FC Haarlem – Vitesse            | 0 – 3 (0 – 0)              | 47' Karel Bouwens (e.d.) 0-1, 52' Jurrie Koolhof 0-2, 57' Bart Latuheru 0-3                                                                            |
| 13 december 1989 | Spakenburg – Feyenoord          | 0 – 4 (0 – 2)              | 9' John Metgod 0-1, 29' Martin van Geel 0-2, 75' Martin van Geel 0-3, 78' József Kiprich 0-4                                                           |
| 13 december 1989 | Venray – Roda JC                | 1 – 4 (1 – 0)              | 38' Jack Lenssen 1-0, 66' Henk Fraser 1-1, 73' Michel Haan 1-2, 82' Michel Haan 1-3, 87' Michel Haan 1-4                                               |

De wedstrijd tussen Halsteren en NAC Breda werd uit veiligheidsoverwegingen in Breda gespeeld.

## Derde ronde
| Datum           | Wedstrijd                       | Uitslag       | Scoreverloop |
| --------------- | ------------------------------- | ------------- | --- |
| 13 januari 1990 | SVV – Roda JC                   | 0 – 4 (0 – 3) | 1' John van Loen 0-1, 31' René Hofman 0-2, 45' Peter van der Waart 0-3, 72' Peter van der Waart 0-4                                |
| 13 januari 1990 | FC Wageningen – Fortuna Sittard | 0 – 1 (0 – 0) | 54' Richard Custers 0-1 |
| 14 januari 1990 | Emmen – N.E.C.                  | 1 – 0 (1 – 0) | 20' Frank Wijnhoven (e.d.) 1-0 |
| 14 januari 1990 | FC Twente – Ajax                | 0 – 2 (0 – 1) | 44' Ron Willems 0-1, 56' Ron Willems 0-2                                                                                           |
| 14 januari 1990 | Vitesse – FC Groningen          | 1 – 0 (0 – 0) | 70' John van den Brom 1-0 |
| 14 januari 1990 | FC Volendam – Halsteren         | 6 – 0 (1 – 0) | 11' Alex Pastoor 1-0, 46' Peter Vermes 2-0, 55' Winand van Loon 3-0, 61' Johan Steur 4-0, 78' Johan Steur 5-0, 81' Johan Steur 6-0 |
| 17 januari 1990 | PSV – Feyenoord                 | 2 – 1 (1 – 1) | 15' Søren Lerby 1-0, 31' Stanislav Griga 1-1, 81' Juul Ellerman 2-1                                                                |
| 7 februari 1990 | Willem II – BVV Den Bosch       | 1 – 0 (1 – 0) | 43' Ron de Roode 1-0 |

## Kwartfinales
| Datum            | Wedstrijd               | Uitslag                    | Scoreverloop |
| ---------------- | ----------------------- | -------------------------- | --- |
| 14 februari 1990 | Fortuna Sittard – Ajax  | 0 – 1 (0 – 1)              | 31' Wim Jonk 0-1 |
| 14 februari 1990 | PSV – Emmen             | 4 – 0 (1 – 0)              | 9' Wim Kieft 1-0, 47' Frank Veldwijk (e.d.) 2-0, 50' Romário 3-0, 78' Wim Kieft 4-0                                                       |
| 14 februari 1990 | Roda JC – Vitesse       | 2 – 2 n.v. (1 – 1) (1 – 1) | 6' Peter van der Waart 1-0, 39' Frans Thijssen 1-1, 101' Peter van der Waart 2-1, 116' Raymond de Vries 2-2 Vitesse wint na strafschoppen |
| 14 februari 1990 | FC Volendam – Willem II | 0 – 1 (0 – 0)              | 68' Ron de Roode 0-1 |

## Halve finales
| Datum         | Wedstrijd           | Uitslag                    | Scoreverloop |
| ------------- | ------------------- | -------------------------- | --- |
| 14 maart 1990 | PSV – Ajax          | 2 – 2 n.v. (2 – 2) (0 – 0) | 59' John van 't Schip 0-1, 60' Jozef Chovanec 1-1, 78' Jerry de Jong 2-1, 90' Dennis Bergkamp 2-2 PSV wint na strafschoppen |
| 14 maart 1990 | Vitesse – Willem II | 3 – 0 (1 – 0)              | 19' John van den Brom 1-0, 64' John van den Brom 2-0, 71' John van den Brom 3-0                                             |

## Finale
|                                 |                        |               |         |                                                                                   |
| 25 april 1990 Finale KNVB Beker | PSV                    | 1 – 0 (0 – 0) | Vitesse | Stadion Feijenoord, Rotterdam Toeschouwers: 34.000 Scheidsrechter: Jaap Uilenberg |
| 25 april 1990 Finale KNVB Beker | Stan Valckx 75' (pen.) |               |         | Stadion Feijenoord, Rotterdam Toeschouwers: 34.000 Scheidsrechter: Jaap Uilenberg |

| PSV | Vitesse |

| PSV:          |                    |     |
|               |                    |     |
| DM            | Hans van Breukelen |     |
| RB            | Eric Gerets        |     |
| CB            | Ivan Nielsen       |     |
| CB            | Stan Valckx        |     |
| LB            | Jan Heintze        |     |
| CM            | Edward Linskens    |     |
| CM            | Michel Boerebach   |     |
| CM            | Søren Lerby        | 85' |
| RV            | Gerald Vanenburg   |     |
| SP            | Wim Kieft          |     |
| LV            | Flemming Povlsen   |     |
| Wisselspeler: |                    |     |
| VD            | Jozef Chovanec     | 85' |
| Trainer:      |                    |     |
| Guus Hiddink  |                    |     |

| Vitesse:      |                      |            |
|               |                      |            |
| DM            | Raimond van der Gouw |            |
| RB            | Edward Sturing       |            |
| CB            | Theo Bos             |            |
| CB            | Roberto Straal       |            |
| LB            | Arjan Vermeulen      |            |
| CM            | Martin Laamers       | Kreeg geel |
| CM            | Frans Thijssen       |            |
| CM            | John van den Brom    | 90' (pen.) |
| RV            | Bart Latuheru        | 69'        |
| SP            | Rick Hilgers         |            |
| LV            | René Eijer           |            |
| Wisselspeler: |                      |            |
| AV            | Jurrie Koolhof       | 69'        |
| Trainer:      |                      |            |
| Bert Jacobs   |                      |            |

| KNVB Beker 1989/90 |
| ------------------ |
| PSV Zesde titel    |